# Pirójkovo
Pirójkovo (en rus: Пирожково) és un poble del krai de Perm, a Rússia, que en el cens del 2010 tenia 48 habitants.